# クレイジーケンバンド
クレイジーケンバンド（英語: CRAZY KEN BAND）は、日本のバンド。主な略称はCKB。

## 来歴
1997年に横山の適当な命名による「ゲロッパ1600GT」（略称：ゲロG）というバンド名で結成。その後、小野瀬が「個人名のついたバンド名がいいのでは」と提案して「クレイジーケンバンド」となった。略式名称はCKB。当初の略名として横山が「クケバ」を提案したが満場一致で却下された（「クケバ」は関連サイトで販売するTシャツにデザインされている）。また、横山は「クレケンとは云わないで。それじゃ『バンド』がないじゃない」と話している。
1998年にアルバム『PUNCH! PUNCH! PUNCH!』でデビュー。
2005年に2002年発表のシングル曲「タイガー&ドラゴン」を基にしたドラマ『タイガー&ドラゴン』が制作・放送され、メンバーの洞口信也と廣石恵一が舞台の浅草演芸ホールの掃除夫として（連続ドラマ版）レギュラー出演した。主題歌となった「タイガー&ドラゴン」はシングルが再発売され、iTunes Storeランキングではドラマ開始後、上位にランクインした。この曲は和田アキ子、甲斐よしひろ、大西ユカリと新世界、RIKIらにカバーされた。
2009年にユニバーサルミュージックと契約。

## 特徴
キャッチコピーは、「時代の最先端を爆走し、ナウなフィーリング・エイジ達の度肝を抜く、東洋一のサウンドマシーン」。
ロックンロール、ポップス、歌謡曲、ソウル、ジャズ、ファンク、ブルース、渋谷系、演歌、ロカビリー、ラテン、ボサノヴァ、R&B、AOR、ヒップホップ、アジア歌謡等、多くのジャンルの要素を柔軟に取り入れた自由奔放なミクスチャー音楽が特徴で、幅広い年代のファンを持つ。
多数のアーティストとの共演も特徴。和田アキ子、ゴスペラーズ、RHYMESTER、m-floなどをはじめとして大西ユカリと新世界、渚ようこ、What's Love?、野坂昭如、堺正章、シシド・カフカ、松崎しげる、市川由紀乃（横山のみ）、FIRE BALL、PAPA B、ラッパ我リヤのQなど、ジャンル・世代の壁を越えた共演歴がある。
松任谷由実、高橋克典、小西康陽、近田春夫、光石研、谷原章介、小沢仁志、ベッキー、中野英雄、角田信朗、そして森光子（横山いわく「最高齢のファンだと思います」）ら、業界内にも熱心なファンが多い。
コンサートは通常3時間前後の長丁場となることが多く、これは横山いわく「興奮すると時間感覚というのがなくなってしまう」とのことで、サービスでやっているという。
60年代、70年代の日本の歌謡曲の技法の中から「かっこいい要素」を抽出して作られた楽曲（及びボーカル横山の唱法）が、初期には多かった。また、楽曲が昭和風ではなくても、歌詞の内容で、昭和の文化をリスペクトしているものが多い。また「昭和レジデンス」の歌詞中では、「昭和昭和昭和昭和昭和」と昭和を連呼している。
リーダーの横山剣が、「自分たちのバンドは、平成のビート歌謡バンドとでもいいますか……」と発言したり、「ヨコワケハンサム」を称える歌詞や発言を繰り返し、イベント名にまで採用。その他にも横山は、「現在は昭和○○年、昭和は続いている」と言ったり、コラムやインタビュー等で昭和時代の文化を称える発言を繰り返した。そのため、音楽的にも交流があった渚ようこ、大西ユカリらとともに「昭和歌謡ブーム」の一員として広く認知された。一方で、雑誌『SWITCH』の2003年8月号の特集「昭和歌謡と呼ばないで」に収録されたインタビューのなかで横山は、「クレイジーケンバンドのサウンドは、もっと広いものである」と、「昭和歌謡」と決め付けられることへの嫌悪感を表明した。
神奈川県横浜市中区（本牧）を本拠地とし、横山剣が横浜市のゴミ分別プロジェクト『ヨコハマはG30』のテーマソング「いいね! 横浜G30」や、横浜市立みなと総合高等学校の校歌の作曲を手がけるなど、地元に密着した地道な活動に力を入れている。2004年には横浜ベイスターズの公式ソングとして小野瀬雅生をフィーチャーした曲「BE A HERO」を発表。横浜スタジアムのホームゲームなどで使用され、CD化もされた。2017年にはメンバーの横山、小野瀬、中西が横浜スタジアムで行われた「横浜DeNAベイスターズ対中日ドラゴンズ」戦の始球式に登場した。
横山剣のキメ台詞は「イイネ!」（発音は“イーネッ”）。この時、右手の人差し指と親指を90度に広げ、あごの左あたりに持っていくポーズをとる。コンサートなどでもファンの合言葉になっている。ドラマ『池袋ウエストゲートパーク「スープの回」』に出演した時にもこれを連呼、コカ・コーラのTVCMでも見られた。また歌唱の際、「ィヨコハマ」、「ィヨコスカ」、「ィ夜」など、ヤ行で始まる言葉の前に「ィ」を付ける。

## メンバー
横山剣（よこやま けん）
ボーカル・コーラス・作詞・作曲・編曲・キーボード。自称東洋一のサウンドクリエイター、通称crazyken、剣さん。
レコード会社「ダブルジョイレコーズ」の代表取締役である。
小野瀬雅生（おのせ まさお）
エレクトリック・ギター・キーボード・コーラス他。通称のっさん。
小野瀬雅生ショウ（CKBの高橋利光も参加）のリーダーとしても活動。容姿的に似たリリー・フランキー、安斎肇らと交流がある。ファンである映画監督アキ・カウリスマキに、ファン・レターも兼ねて、グループのCDを送っていたところ、カウリスマキに気に入られ、「ハワイの夜」と「Motto Wasabi」が、映画『過去のない男』のサウンドトラックに使用された。
新宮虎児（しんぐう とらじ）
エレクトリック・ギター・キーボード。通称ガーちゃん。1963年3月30日生まれのAB型。
洞口信也と共に、The MOJOSの一員としても活動。スカ・バンドSKA-9としても活動。妻は大西ユカリ。
中西圭一（なかにし けいいち）
サックス・フルート。通称ジャッカル。1966年12月2日生まれ。
元GOLD WAXメンバー。
ステージ上では“スター”、“セクシー”と称され、（ある意味、ネタとして）讃えられている。
洞口信也（ほらぐち しんや）
ベース・叫び。通称シンヤマン、ドナルドダックダンシンヤ（略称D.D.D.S）。1964年11月12日生まれ。
新宮虎児と共に、The MOJOSの一員としても活動。
高橋利光（たかはし としみつ）
キーボード・編曲。通称ヨン様、トシちゃん。
“ヨン様”の由来は、一時期ソフトなパーマ、色の薄いサングラス、そして微笑み（これは不変）と、ペ・ヨンジュンにその見た目がよく似ていたことから。“シャリマール”（CKBの同名曲の一節“シャリマールは よい男”に由来）と呼ばれていた時期もある。小野瀬雅生率いる小野瀬雅生ショウの一員でもある。ちなみに、田村直美、鈴木康博、BEREEVEなどといった、月光恵亮プロデュース楽曲の制作時は鷹羽仁（たかば・ひとし）名義でアレンジを行っていた。
菅原愛子（すがわら あいこ）
ボーカル・コーラス。通称sgw、愛子ちゃん。1981年7月4日生まれ。
地元のクラブで活動しながら横山剣の妻が店長を務める洋服店でバイトしていたところ、『パパ泣かないで』のデュエット相手として抜擢され、その後正式加入。ヒップホップクルーI.S.O.P.でも活動。2018年後半に第2子出産のため育児休業。
スモーキー・テツニ
ボーカル・コーラス、パーカッション。本名：高林 辰男（たかばやし たつお）。通称てっちゃん、ミスターGT。1965年10月10日生まれ。
CKBの前身「CK's」のメンバーでもあった。2003年加入。
河合わかば（かわい わかば）
トロンボーン・フルート。通称WAKABA。
BIG HORNS BEE（米米CLUBのホーンセクション）の一員でもある。
澤野博敬（さわの ひろのり）
トランペット・フリューゲルホルン。通称澤の鶴。1967年12月1日生まれ。
CKBの前身「CK's」に在籍していた時期あり。
Ayesha（アイシャ）
ボーカル・コーラス。本名：永沼 アイシャ 幸子（ながぬま アイシャ さちこ）。通称アイシャちゃん。1985年2月15日生まれ。
パキスタン人の父と日本人の母の元生まれる。スイス生まれの横浜育ち。
白川玄大（しらかわ げんた）
ドラムス。愛称ゲンタ。1985年7月10日生まれ。
2023年4月からレギュラーメンバーとなる。
サポートミュージシャンとしても様々なアーティストのライブやレコーディングにも参加。

### 旧メンバー
伊達弦（だて げん）
パーカッション。
廣石恵一（ひろいし けいいち）
ドラムス・パーカッション・バンドマスター。通称廣石組長、K-1（ケーワン）。1960年11月15日生まれ。
元杉山清貴&オメガトライブのメンバー。横山とは長年のバンド仲間。一時期作曲のみに専念し、バンドでの音楽活動をあきらめかけていた横山を引き戻した人物。2022年8月末から膝関節炎療養のため活動休止。バンドとの方向性相違から2023年3月を以て脱退。2025年3月16日、脳出血のため死去。64歳没。

### 備考
- 2002年以降、初期からのメンバー6人（横山、小野瀬、新宮、中西、洞口、廣石）でライブを行う際は“CKB-Classix”と呼称している。
- 中西、河合、澤野のホーンセクション3名は“Trio The Dog Horns”とも呼ばれている。由来は「三人とも犬顔だから」。
- 横山剣と音楽ライター藏真一郎とで選曲、作詞活動を行う場合は「横山剣音楽事務所」名義を使用している。

## ディスコグラフィ

### シングル
| 枚   | リリース日                          | タイトル                                      | 最高順位      | 備考・タイアップ                                                    |
| ---- | ----------------------------------- | --------------------------------------------- | ------------- | ------------------------------------------------------------------- |
| 1st  | 2001年6月25日                       | 肉体関係                                      | -             | 形態はアルバムであるが「マンモス・シングル」と称している。          |
| 2nd  | 2001年9月10日 2003年7月23日（再発） | せぷてんばぁ                                  | 187位（再発） | -                                                                   |
| 3rd  | 2002年5月22日                       | まっぴらロック                                | 98位          | -                                                                   |
| 4th  | 2002年7月10日                       | GT                                            | 57位          | -                                                                   |
| 5th  | 2002年12月4日 2005年4月27日（再発） | タイガー&ドラゴン                             | 17位          | 2005年、TBS系列で放送された同名ドラマ主題歌                         |
| 6th  | 2002年12月4日                       | クリスマスなんて大嫌い!! なんちゃって♥        | 14位          | -                                                                   |
| 7th  | 2003年2月19日                       | 甘い日々/あ、やるときゃやらなきゃダメなのよ。 | 24位          | -                                                                   |
| 8th  | 2004年12月1日                       | あぶく                                        | 35位          | 映画『約三十の嘘』主題歌 『Brown Metallic』からのシングルカット     |
| 9th  | 2006年7月26日                       | メリメリ 〜I WANNA MERRY MERRY YOU〜          | 28位          | 日本テレビ系「音楽戦士 MUSIC FIGHTER」2006年8月度オープニングテーマ |
| 10th | 2007年2月21日                       | てんやわんやですよ                            | 10位          | フジテレビ系ドラマ『今週、妻が浮気します』エンディング曲            |
| 11th | 2009年7月22日                       | ガールフレンド                                | 12位          | テレビ東京系「JAPAN COUNTDOWN」エンディングテーマ（2009年8月）      |
| 12th | 2010年7月21日                       | 1107                                          | 15位          | 西友CMソング                                                        |
| 13th | 2011年7月6日                        | いっぱい いっぱい                             | 20位          | 西友CMソング                                                        |
| 14th | 2011年11月23日                      | ワイルドで行こう!!!                           | 44位          | ラボーテ・ジャポン『リガオス』CMソング                              |
| 15th | 2012年2月1日                        | 不良倶楽部                                    | 32位          | iRobot『新ルンバ』CMソング                                          |
| 16th | 2013年1月23日                       | ま、いいや                                    | 43位          | 映画『つやのよる ある愛に関わった、女たちの物語』主題歌             |
| 17th | 2014年7月16日                       | スパークだ!                                   | 24位          | NHK「みんなのうた」2014年6月 - 7月                                  |
| 18th | 2015年7月1日                        | 指輪                                          | 22位          | MVには壇蜜が出演                                                    |
| 19th | 2020年6月24日                       | IVORY ep                                      | 9位           | テレビ朝日「じゅん散歩」2020年6・7月エンディングテーマ              |

### 配信限定シングル
| 発売日        | タイトル                 | レーベル           |
| ------------- | ------------------------ | ------------------ |
| 2008年        | あの鐘を鳴らすのはあなた | blues interactions |
| 2008年7月16日 | road to ZERO-1           | blues interactions |
| 2008年7月30日 | road to ZERO-2           | blues interactions |
| 2010年8月4日  | MOTTAINAI                | ユニバーサルシグマ |
| 2011年9月21日 | 生き残れ!!!              | ユニバーサルシグマ |
| 2013年7月24日 | no comment               | ユニバーサルシグマ |
| 2015年5月20日 | パパの子守唄             | ユニバーサルシグマ |
| 2016年7月20日 | Wonderful Days           | ユニバーサルシグマ |
| 2018年5月2日  | そうるとれいん           | ユニバーサルシグマ |
| 2018年6月6日  | 山鳩ワルツ               | ユニバーサルシグマ |
| 2018年7月4日  | GOING TO A GO-GO         | ユニバーサルシグマ |
| 2020年1月29日 | 門松                     | ユニバーサルシグマ |
| 2020年4月2日  | 夢の夢                   | ユニバーサルシグマ |
| 2022年7月6日  | 夕だち                   | ユニバーサルシグマ |
| 2023年7月26日 | SHHH!                    | ユニバーサルシグマ |
| 2023年8月30日 | 観光                     | ユニバーサルシグマ |

### オリジナル・アルバム
| 枚   | リリース日                          | タイトル                   | 最高順位 | 備考・タイアップ                                                        |
| ---- | ----------------------------------- | -------------------------- | -------- | ----------------------------------------------------------------------- |
| 1st  | 1998年6月25日                       | Punch! Punch! Punch!       | -        | -                                                                       |
| 2nd  | 1999年5月10日 2003年5月21日（再発） | Goldfish Bowl              | -        | -                                                                       |
| 3rd  | 2000年6月10日                       | ショック療法               | -        | 小西康陽プロデュース                                                    |
| 4th  | 2002年8月7日                        | グランツーリズモ           | 34位     | ビクターエンタテインメント配給第1弾アルバム                             |
| 5th  | 2003年6月25日                       | 777                        | 14位     | -                                                                       |
| 6th  | 2004年6月23日                       | Brown Metallic             | 13位     | -                                                                       |
| 7th  | 2005年7月6日                        | Soul Punch                 | 9位      | -                                                                       |
| 8th  | 2006年9月2日                        | GALAXY                     | 10位     | リード・トラック「AMANOGAWA」のMVには宇梶剛士、ダンテ・カーヴァーが出演 |
| 9th  | 2007年8月8日                        | SOUL電波                   | 6位      | このアルバムからエイベックス配給となる                                  |
| 10th | 2008年8月13日                       | ZERO                       | 5位      | リード・トラック「湾岸線」のMVには高田純次が出演                        |
| 11th | 2009年8月12日                       | ガール!ガール!ガール!      | 4位      | ユニバーサルシグマ移籍第1弾。DVD付初回限定盤と通常盤2形態で発売         |
| 12th | 2010年8月11日                       | MINT CONDITION             | 9位      | DVD付初回限定盤と通常盤2形態で発売                                      |
| 13th | 2012年2月29日                       | ITALIAN GARDEN             | 4位      | 20曲目「そんなこと言わないで」は堺正章とのデュエット曲                  |
| 14th | 2013年5月22日                       | FLYING SAUCER              | 6位      | DVD付初回限定盤と通常盤2形態で発売                                      |
| 15th | 2014年9月3日                        | Spark Plug                 | 9位      | DVD付初回限定盤と通常盤2形態で発売                                      |
| 16th | 2015年8月12日                       | もうすっかりあれなんだよね | 3位      | DVD付初回限定盤と通常盤2形態で発売                                      |
| 17th | 2018年8月1日                        | GOING TO A GO-GO           | 8位      | 2DVD付初回限定盤と通常盤2形態で発売。CKBデビュー20周年記念              |
| 18th | 2019年8月7日                        | PACIFIC                    | 11位     | DVD付初回限定盤と通常盤2形態で発売                                      |
| 19th | 2020年10月21日                      | NOW                        | 14位     | -                                                                       |
| 20th | 2022年8月3日                        | 樹影                       | 9位      | DVD付初回限定盤と通常盤2形態で発売。CKBデビュー25周年記念               |
| 21st | 2023年9月6日                        | 世界                       | 17位     | DVD付初回限定盤と通常盤2形態で発売                                      |
| 22st | 2024年9月18日                       | 火星                       |          | DVD付初回限定盤と通常盤2形態で発売                                      |

### ベスト・アルバム／コンピレーション・アルバム
| 枚   | リリース日    | タイトル                                               | 最高順位 | 備考・タイアップ |
| ---- | ------------- | ------------------------------------------------------ | -------- | --- |
| 1st  | 2004年3月3日  | CKBB - OLDIES BUT GOODIES                              | 9位      | 新曲、リミックス・バージョン、未発表音源を数曲含む。初回限定盤は2枚組                                                                  |
| 2nd  | 2008年10月8日 | middle&mellow of CRAZY KEN BAND                        | 58位     | 『BARFOUT!』編集長・山崎二郎の選曲・監修によるコンピレーション・アルバム                                                               |
| 3rd  | 2010年2月24日 | クレイジーケンバンド・ベスト 鶴                        | 11位     | 初回限定盤は“SUMMER EXPRESS 2009 in Hayama Marina”の模様を収めたDVD付                                                                  |
| 4th  | 2010年2月24日 | クレイジーケンバンド・ベスト 亀                        | 10位     | 初回限定盤は2000年に行なわれた“青山246深夜族の夜”の模様を収めたDVD付                                                                   |
| 5th  | 2011年2月23日 | Single Collection / P-VINE YEARS                       | 30位     | 「せぷてんばぁ」から「てんやわんやですよ」迄のシングル、「CKBB」初回盤等、生産終了したディスク音源をインフォメーションも含み集大成した |
| 6th  | 2012年9月12日 | World Standard CRAZY KEN BAND A Tatsuo Sunaga Live Mix | 47位     | 須永辰緒によるMIX CD |
| 7th  | 2012年9月12日 | DIGGIN' CRAZY KEN BAND MIXED BY MURO                   | 49位     | KING OF DIGGIN'ことMUROによるMIX CD |
| 8th  | 2013年8月21日 | middle&mellow of CRAZY KEN BAND 2                      | 53位     | 『BARFOUT!』編集長・山崎二郎の選曲・監修によるコンピレーション・アルバム第2弾                                                          |
| 9th  | 2014年7月16日 | フリー・ソウル・クレイジーケンバンド                   | 47位     | 橋本徹（SUBURBIA）選曲 |
| 10th | 2015年1月1日  | クレイジーケンバンドのィ夜ジャズ                       | 68位     | 須永辰緒選曲 |
| 11th | 2017年8月2日  | CRAZY KEN BAND ALL TIME BEST 愛の世界                  | 15位     | 初回盤はCKB出演、横山剣初主演映画「イイネ!イイネ!イイネ!」収録DVD付                                                                    |

### 12インチ・リミックス・アルバム
| 枚  | リリース日 | タイトル                 | 備考・タイアップ |
| --- | ---------- | ------------------------ | --- |
| 1st | 1999年     | ヨコワケハンサムワールド | リミキサーに小西康陽と須永辰緒を起用 |
| 2nd | 2000年     | THE PLAYBOY'S MANUAL     | 小西康陽のレーベルの524recordsからの発売 リミキサーには小西康陽、コモエスタ八重樫、須永辰緒、田島貴男（タジマタカオ名義）を起用 アナログは完売したが、配信で購入可能 |

### ライブ・アルバム
| 枚  | リリース日     | タイトル          | 最高順位 | 備考・タイアップ             |
| --- | -------------- | ----------------- | -------- | ---------------------------- |
| 1st | 2000年12月10日 | 青山246深夜族の夜 | -        | 中盤に野坂昭如が登場している |

### カバー・アルバム
| 枚  | リリース日   | タイトル                  | 最高順位 | 備考・タイアップ                                               |
| --- | ------------ | ------------------------- | -------- | -------------------------------------------------------------- |
| 1st | 2016年8月3日 | 香港的士 -Hong Kong Taxi- | 4位      | DVD付初回限定盤と通常盤の2形態で発売。横山剣デビュー35周年記念 |
| 2nd | 2021年9月8日 | 好きなんだよ              | 5位      | クレイジーケンバンド初のカバー・アルバム                       |

### ライブ映像作品
1. CRAZY KEN BAND LIVE AT STUDIO COAST（2004年）
2. 満漢全席クレイジーケンバンドショウ 2004（2005年）
3. SOUL PUNCH 2005 クレイジーケンバンドショウ LIVE DVD-BOX（2006年。横山剣フィギュア等付属の限定販売品。）
4. CRAZY KEN BAND in Honmoku Red Hot Street Heat 1（2006年。上記DVD-BOXから分売。本牧市民公園野球場での野外ライブ）
5. CRAZY KEN BAND in NIPPON BUDOKAN（2006年。上記DVD-BOXからの分売。）
6. CRAZY KEN BAND GALAXY TOUR 2K6 神奈川県民大ホール（2007年）
7. CRAZY KEN BAND Soul電波 TOUR 2K7 パシフィコ横浜（2008年）
8. HONMOKU MASSIVE（2010年。初回限定生産盤：4枚組DVD-BOX）
9. MINT CONDITION 2010（2011年）
10. NAKAYOSHI 2011（2012年）
11. ITALIAN GARDEN CRAZY KEN BAND TOUR 2012-2013（2013年）
12. CRAZY KEN BAND TOUR FLYING SAUCER 2013（2014年）
13. 20/20 Video Attack!　Live at 神戸 CRAZY KEN BAND TOUR 香港的士 2016（2017年）

### ミュージック・ビデオ（MV）集
1. CKBMV（2004年）
2. CKBMV2（2009年）

### 菅原愛子ソロシングル
| 発売日         | タイトル                               |
| -------------- | -------------------------------------- |
| 2010年10月5日  | 夏肌                                   |
| 2010年11月24日 | My Time                                |
| 2010年12月15日 | MINT LIPS w/ ISOP                      |
| 2015年5月20日  | Crystal Clear for fj4. / 菅原愛子+ISOP |
| 2016年9月21日  | まなざしの彼方                         |

### 参加作品
- 肉体関係 part2 逆featuring クレイジーケンバンド（2002年10月9日、元々CKBの曲だった「肉体関係」をRhymesterが逆フィーチャリング。CKBのライブでも、もっぱらこの「part 2」のスタイルで演奏されている）
- Cosmic Night Run（2004年、m-flo loves 野宮真貴 & クレイジーケンバンド名義、m-floのアルバム『ASTROMANTIC』に収録）
- MOTHER3+（2006年。『MOTHER3』サントラ。CKBから廣石恵一、小野瀬雅生、洞口信也、高橋利光の4名が参加）
- 世界、西原商会の世界! Part 2 逆featuring CRAZY KEN BAND（2022年5月25日、約20年ぶりとなるRHYMESTERの逆フィーチャリング）
ほか多数。

## 楽曲提供（CM等）

### CM
- J-フォン（CMソング）「クリスマスなんて大嫌い!!なんちゃって」「あ、やるときゃやらなきゃダメなのよ。」「OLDIES BUT GOODIES」
- ベネッセこどもちゃれんじ（CMソング）「かわいいかわいいかわいいベイビー」
- 明治乳業 カフェフレッソ（CMソング。後半になって横山剣も出演し、「いいね!」をもじって「おいしぃ〜ね!」というフレーズも生まれた。）「プチッ!チュウ!カフェフレッソ」
- コカ・コーラ（CMソング）「コカ・コーラの唄（スカッとさわやか）」出演含む
- JR北海道 温線紀行（CMソング）「秋になっちゃった」
- 三菱地所（CMソング）「生きる。」
- 花王アタックプレミアムギフト（CMソング）「Precious Precious Precious」「eye catch／公園の仔猫ちゃん」
- SEIYU（CMソング）
  - NON STOP KYキャンペーン 「昼顔」「1107」
  - お金うきうきキャンペーン「浮いてウキウキ」
  - 夏ヤスコキャンペーン「いっぱい いっぱい」
  - その他  「地球が一回転する間に」「eye catch - 夏・15秒 -」
- 男性用スカルプケアシリーズ『リガオス』（CMソング）「ワイルドで行こう!!!」[39]
- iRobot「新ルンバ」（CMソング）「不良倶楽部」
- ゼノンコミックス 「花の慶次 」「義風堂々!!」（CMソング）「no comment」[40]
- 元町ショッピングストリート・チャーミングセール（CMソング）「モトマチブラブラ」出演※横山のみ[41]
- デルモンテ （リコピンリッチ トマトケチャップ CMソング）「GARDEN」[42]
- 西原商会（CMソング）「世界、西原商会の世界!」[43]

### テレビ番組
- ハマトラ深夜族 （TVK）
- 金曜ショータイム（NHK総合） - テーマ音楽を担当。
- 週刊こどもニュース（NHK総合） - テーマ音楽、コーナーテーマなどを担当。
- 日めくりタイムトラベル（NHK BS2） - テーマソングに「昭和レジデンス」（『グランツーリズモ』に収録）を提供。
- みんなのKEIBA（フジテレビ系列） - テーマソングに「馬力」を提供。
- 知りたがり!（フジテレビ系列） - オープニングテーマに「あ、やるときゃやらなきゃダメなのよ。」、挿入ジングルに「た・す・け・て」「てんやわんやですよ」を提供。
- みいつけた!（NHK教育） - うたコーナーに「サボさんまいったな」を提供。
  - 2018年10月エンディングテーマに「さばくにおいでよ」を提供。
- 読売テレビ・日本テレビ系「情報ライブ ミヤネ屋」にエンディングテーマ「さざえ」を提供。
- テレビ朝日「じゅん散歩」内にて2020年6・7月度エンディングテーマ「IVORY」を提供[44]。

その他多数

### ドラマ
- タイガー&ドラゴン （TBS系列）  主題歌
- H-code〜愛しき賞金稼ぎ〜　（ABC系列、主題歌として「ドクロ町ツイスト」を提供）
- 今週、妻が浮気します（フジテレビ系列。エンド・タイトルに全員で出演し、「てんやわんやですよ」を演奏）
- 湯けむりスナイパー（テレビ東京系列。主題歌「山の音」を提供。劇伴音楽はCKB Annexが担当）
- めしばな刑事タチバナ（テレビ東京系列。オープニングテーマ「SOUL FOOD」を提供）
- 将棋めし（フジテレビ系列。主題歌として「流星ドライヴ」「地球が一回転する間に」を提供）[45]

### 映画
- 過去のない男（アキ・カウリスマキ監督）2002年カンヌ国際映画祭グランプリ作品（挿入歌2曲）
- 約三十の嘘（主題歌及び全挿入歌）
- タナカヒロシのすべて（エンディングテーマ）
- 怪奇!!幽霊スナック殴り込み!（主題歌）
- 龍が如く 劇場版（挿入歌2曲、エンディングテーマ）
- 歓喜の歌（主題歌）
- 純喫茶磯辺（主題歌及び劇伴音楽。劇伴音楽はCKB Annexが担当。音楽プロデューサー＝横山剣／萩野知明）
- クヒオ大佐（主題歌）
- 文化庁事業作品 おぢいさんのランプ（オープニング曲）
- つやのよる ある愛に関わった、女たちの物語（主題歌）
- 天才バカヴォン〜蘇るフランダースの犬〜（主題歌）[46]
- イイネ!イイネ!イイネ!（2016年・島ぜんぶでおーきな祭 第8回沖縄国際映画祭出品作品） -（主題歌及び全挿入歌）[47]
- 影に抱かれて眠れ（主題歌）
- 嘘八百 京町ロワイヤル（主題歌）[48]
- BAD CITY（2023年）主題歌「こわもて」

### テレビアニメ
- おじゃる丸 （NHK教育）第23シリーズエンディングテーマとして「夢の夢」を提供。（2020年4月1日～） [49]

### ゲーム
- 龍が如く2（楽曲提供）
- MOTHER3（CKBから廣石、小野瀬、洞口、高橋の4名がサントラに参加）

### 社歌
- 西原商会「世界、西原商会の世界！」[50]

## CKB-Annex
CKB-Annex（シーケービーアネックス）とは、横山剣が率いるCKBの別動隊。
主に他アーティストの曲のRemixに活動する。和田アキ子、松平健、m-flo、パフィー、キリンジ、ザ・タイガース ほか、作品多数。

## 出演
※クレイジーケンバンドとしての出演のみ。横山剣#出演も参照。
※CMソング等は楽曲提供を参照。

### CM
- コカ・コーラ
- Smooth VIP

### ドラマ
- 池袋ウエストゲートパーク SOUPの回（2003年3月28日、TBS）
- タイガー&ドラゴン （TBS）
  - スペシャルドラマ（2005年1月9日、洞口信也のみ）
  - 連続ドラマ版（2005年4月15日 - 6月24日、洞口と廣石恵一のみ出演）
- 今週、妻が浮気します（2007年1月16日 - 3月27日、フジテレビ） - エンド・タイトルに出演

### テレビアニメ
- おでんくん（NHK教育『天才ビットくん』ほかの枠内で放映されたアニメ。小野瀬のみ、怪盗カニコウモリの声で出演。小野瀬は劇中音楽も共同で担当）
- ラブ★コン（スモーキー・テツニのみ、海坊主の声と歌を担当）

### バラエティ番組
- 高見沢俊彦の美味しい音楽 美しいメシ（2024年2月16日、BS朝日） - 横山・小野瀬が出演[51]

### 映画
- イイネ!イイネ!イイネ!（2016年・島ぜんぶでおーきな祭 第8回沖縄国際映画祭出品作品） - 主演[52]

### ラジオ番組
- ィヨコハマ・ィヨコワケ・深夜族のィ夜（2002年10月 - 2004年3月、FMヨコハマ）
- クレイジーケンバンド ラジオショウ ヨコハマ・ヨコスカ・深夜族の夜（2004年4月 - 2005年3月、FMヨコハマ）
- クレイジーケンバンド ラジオショウ HONMOKU RED HOT STREET （2005年4月2日 - 、FMヨコハマ）
- クレイジーケンバンド 横山剣のオールナイトニッポンR （ニッポン放送）
- HOT'n HOT お気に入りに追加!内 クレイジーケンのィ夜のラジオ （ニッポン放送）
- 新春電波! クレイジーケンデラックス（2008年1月2日、NHK-FM）
- クレイジーケン ブレーキ故障中!（2006年6月 - 、うたキャス：携帯電話向けラジオ番組）
- 爽るTONIC, SOUL MUSIC（2009年4月 - 、TOKYO FM系列）

### 舞台
- 横山剣 大座長公演（2013年5月6日 - 9日、浅草公会堂ホール）

## 関連書籍
- 川勝正幸＋下井草秀＋クレイジーケンバンド『CKBD―Crazy Ken Band Dictionary』ソニーマガジンズ, 2004.7
- クレイジーケンバンド＋大野ケイスケ『マイ・クレイジーケンバンド』スペースシャワーネットワーク 2012.9